# Крако
Крако (итал. Craco) је град у јужном делу Италије у округу Матера, регион Базиликата.

## Историја
Крако је типичан средњевековни град за подручје југа Италије. Изграђен је на дугим таласастим брдима, који омогућавају узгој пшенице и других усева. Крако датира још из 1060. године када је земљу држао архиепископ Арналдо. Ова дугогодишња веза са црквом имала је велики утицај на становнике.
Године 1891. број становника Кракоа био је преко 2.000. Међутим, постојали су многобројни проблеми, попут слабих услова за пољопривреду. Између 1892. и 1922. преко 1.300 људи је отишло у Северну Америку. Слабим усевима допринели су и земљотреси, клизишта, као и рат. На све то треба додати и масовну миграцију становништва. Између 1959. и 1972. године, Крако је био погођен земљотресима и клизиштима. Године 1963. преосталих 1.800 становника је пресељено у оближње село у долини под именом Крако Пезкијера (Матера), тако да је првобитни стари град Крако остао напуштен до данас. Иако је стари град остао потпуно пуст, верници га посећују због статуе Богородице. Шест летњих фестивала се одржавају у периоду од маја до октобра. Средњовековна црква у средишту градића је још увек очувана и у њој се налазе реликвије и мумифицирани остаци Светог Вићенца, који је био заштитник овог града.
Овај напуштени град је послужио као локација за снимање филмова. Неколико филмова је ту снимљено, Страдање Христово Мела Гибсона, као и Зрно утехе Марка Форстера. Занимљиво да је деда по мајци од редитеља Дејвида Расела био пореклом из Крака.
- Рушевине
- Напуштени град